# 石井龍司
石井 龍司（いしい りゅうじ、1970年5月13日 - ）は、日本のラグビー指導者。

## プロフィール
- 福岡県出身。
- 現役時代のポジションはフランカー(FL)。
- 日本代表通算キャップ数は1でラグビーワールドカップ1999の日本代表に選ばれた[1]。

## 略歴
三好高校卒業後、トヨタ自動車(現・トヨタヴェルブリッツ)に加入。
1999年8月20日に行われたパシフィック・リム選手権スペイン戦で日本代表初キャップを獲得した。
2004年、現役を引退後、トヨタ自動車ヴェルブリッツのFWコーチを経て、2007年、トヨタ自動車ヴェルブリッツの監督就任。
2010年、トヨタ自動車ヴェルブリッツの監督を退任した。